# No World Order (Gamma Ray)
No World Order è il settimo album discografico registrato in studio della band tedesca Gamma Ray.
È un concept album sul Nuovo ordine mondiale e gli Illuminati di Baviera, come è dichiarato da loro stessi nelle prime pagine del booklet: “Quest'album è basato sull'idea di una cospirazione mondiale di potenti società segrete”. Sia gli Illuminati che il NWO sono citati esplicitamente nell'album già dalla prima traccia Induction, un'introduzione epica il cui verso iniziale canta “Illuminati”, mentre in New World Order il coro recita “this is illumination - we are Illuminates”.

## Tracce
Testi e musiche di Kai Hansen, eccetto dove indicato.
1. Induction – 1:01
2. Dethrone Tyranny – 4:14 (Dan Zimmermann)
3. The Heart of the Unicorn – 4:46
4. Heaven or Hell – 4:16
5. New World Order – 5:01
6. Damn the Machine – 5:04 (Zimmermann)
7. Solid – 4:23
8. Fire Below – 5:34
9. Follow Me – 4:43 (Henjo Richter)
10. Eagle – 6:06
11. Lake of Tears – 6:48 (Richter)

La versione giapponese dell'album contiene la bonus track Trouble.

## Formazione
- Kai Hansen – voce, chitarra
- Dirk Schlächter – basso
- Henjo Richter – chitarra, tastiere
- Dan Zimmermann – batteria